# Phila d'Élimée
Pour les articles homonymes, voir Phila.
Phila d'Élimée, en grec ancien Φίλα / Phila, fille de Derdas II dernier archonte d'Élimée, est l'épouse de Perdiccas III puis, à la mort de celui-ci, de son frère Philippe II. Elle est, par son premier mariage, la mère d'Amyntas IV tué par Alexandre le Grand au moment de son avènement. 
Selon Paul Faure, d'après le Roman d'Alexandre, elle serait également la mère de Caranos et serait morte en couche.